# Municipio de Minoa Pediada
Llanura Minoana o Minoa Pediada (griego: Μινώα Πεδιάδα) es un municipio de la República Helénica perteneciente a la unidad periférica de Heraclión de la periferia de Creta.
El municipio se formó en 2011 mediante la fusión de los antiguos municipios de Arkalojori, Kasteli y Thrapsanó, que pasaron a ser unidades municipales. Su capital es el pueblo de Evangelismós en la unidad municipal de Kastelli. El municipio tiene un área de 398,2 km².
En 2011 el municipio tiene 17 563 habitantes.
Se ubica en el centro-este de la isla de Creta, al sureste de Heraclión. Su término municipal tiene una pequeña salida al mar en el sur.